# NuSTAR
Il Nustar (Nuclear Spectroscopic Telescope Array) è un telescopio spaziale della NASA per l'osservazione dei raggi X che utilizza il telescopio Wolter per rilevare i raggi X da sorgenti presenti nello spazio. Il telescopio è stato lanciato con successo il 13 giugno 2012 con un razzo Pegasus a partire dall'atollo di Kwajalein.
Lo scopo principale del telescopio è quello di individuare e studiare i buchi neri supermassicci (che hanno masse miliardi di volte maggiori di quelle del Sole).
A marzo 2017 è stata pubblicata una ricerca concernente lo studio delle variazioni di temperatura dei gas caldi provenienti da un buco nero. Il buco nero studiato si trova nella galassia attiva IRAS 13224-3809, nella costellazione del Centauro. I venti di materia, creati dai gas caldi espulsi dal buco nero, in base alle misurazioni ottenute possono variare significativamente le loro temperature nel giro di poche ore.
Grazie a NuSTAR è stato possibile proporre una valida ipotesi per la radiosorgente ad alta energia Swift J0042.6 + 4112 nella galassia Andromeda, individuata dall'osservatorio Einstein nel 1970 ed osservata da Swift nel 2013, da Chandra e dalla missione XMM-Newton dell'ESA. Lo studio ha consentito di concludere che tale radiosorgente consiste in una pulsar facente parte di un sistema binario.